# バレンティナ・アコスタ・ヒラルド
バレンティナ・アコスタ・ヒラルド（Valentina Acosta Giraldo、2000年4月20日 - ）は、コロンビアの女子アーチェリー選手。

## 経歴
2000年、リサラルダ県ペレイラで生まれる。
2018年、パンアメリカン選手権の女子個人で優勝、女子団体で3位。2019年、パンアメリカン競技大会の女子団体で3位。8月の世界ユース選手権ジュニア女子個人で優勝した。
2021年、東京オリンピックに出場。女子個人のトーナメント1回戦で敗退した。